# لولسوندت
لولسوندت (به سوئدی: Lulsundet) یک منطقهٔ مسکونی در سوئد است که در نوربوتن واقع شده‌است. لویی سوندت ۹۸۴ نفر جمعیت دارد.